# Jibra'il al-Bluzani
Jibra'il al-Bluzani (in arabo جبرائيل الثاني,  in latino Gabriel Belusani, italianizzato in Gabriele di Blawza; Blawza, 1625 circa – 31 ottobre 1705) è stato un patriarca cattolico ottomano, arcieparca di Aleppo e patriarca di Antiochia dei Maroniti della Chiesa maronita con il nome di Jibra'il II (in italiano Gabriele II).

## Biografia
Jibra'il nacque nel villaggio di Blawza, in Libano, nel 1625 circa. Il padre, Giovanni, era un arcidiacono. Entrò giovanissimo nel monastero Sant'Antonio di Qozhaya nella Valle di Qadisha. Qui venne ordinato sacerdote in una data sconosciuta.
Nel 1663 venne nominato e consacrato arcieparca di Aleppo per le mani del patriarca Jirjis Rizqallah.
Nel 1672 fu scelto da papa Clemente X per consegnare il pallio al nuovo patriarca Stefano Boutros El Douaihy, di cui divenne un valido collaboratore.
Nel 1673, pur continuando ad amministrare la sua diocesi, fondò un monastero a nord di Beirut, dove visse gran parte del resto della sua vita e dove istituì nel 1700 un nuovo ordine religioso, l'Ordine antoniano maronita, che sarà approvato da papa Clemente XII nel 1740.
Alla morte del patriarca El Douaihy, Jibra'il fu eletto a succedergli il 12 maggio 1704; la sua elezione fu confermata da papa Clemente XI nel concistoro del 27 aprile 1705. Fece tuttavia appena in tempo a ricevere il pallio nel mese di ottobre del 1705; morì improvvisamente la vigilia della solennità di Ognissanti del medesimo anno.

## Genealogia episcopale
La genealogia episcopale è:
- Patriarca Youhanna Boutros Bawwab el-Safrawi
- Patriarca Jirjis Rizqallah
- Patriarca Jibra'il al-Bluzani